# قنزات
ڤنزات (بالإنجليزية: Guenzet)‏ هي بلدة وبلدية الجزائرية تابعة إداريا وإقليميا لولاية سطيف، تقع شمال غرب ولاية سطيف، تبعد عن مدينة سطيف 85 كلم، وهي بلدية جبلية مساحتها 147 كم2، وتعدادها السكاني حوالي 3541 نسمة، إحصاء 2008 م. وهية عاصمة لدائرة بنفس الاسم.

## أصل التسمية
اسم قنزات هو الشكل المعرَّب لـلكلمة الأمازيغية تاڨنزا Tagenza بمعنى الجبهة؛ في الأسماء الجغرافية: سفح الجبل أو حاجز جبلي.

## جغرافيا

### الموقع
تقع بلدية قنزات أو كما تسمى أيضا إيث يعلى شمال غرب ولاية سطيف، وتبعد عن مركز الولاية بحوالي 85 كلم حيث يربطها بالولاية الطريق الوطني رقم 76، يحدها شرقا بلدية حربيل، وغربا بلدية إلماين، وشمالا بلدية عين لقراج (إيث براهم)، وجنوبا بلديتا تسامرت، وبرج زمورة التابعتان لولاية برج بوعريريج.
تقع على ارتفاع 900 متر فوق سطح البحر

### التجمعات السكانية
تتكون من 26 قرية، يعبر بعضها الطريق الوطني، على وجه الخصوص: تيزي مجبر، تيمنقاش، تاوريرت يعقوب، قنزات؛ البعض الآخر يخدم من خلال مسارات مزفتة: إيغيل لخميس، تاوريرت ثملالت، فومالال، أورير اوعولمي، إيغيل حموش، إيغودان، بوعادلتن، ثاماست، أغلاذ نصالح، إيث قري، إمصباحن، ثيغرث، سيدي لجودي، دون أن ننسى قرية إيغدم التي دمرها الجيش الاستعماري بالكامل عام 1959.
التجمعات السكانية حسب الجريدة الرسمية:
- قنزات
- اورير اوعلمي
- سيدي الجودي
- ايسومار
- تاملوت
- تيغمرت
- ثاماسث
- اغلاد
- نصالح
- تاوريرت
- يعقوب
- ايغيل حموش
- ايغودان
- بوعدلتن
- تيمنقاش
- تيزي مجبر
- ايغيل لخميس
- تيقرت نتيقجدة
- تاوريرت تملالت
- الشريعة
- فوملال
- المابيا
- تامدة

### السكان
يقدر عدد سكانها حوالي 4000 نسمة، بعدما كان هذا العدد حوالي 48000 نسمة سنة 1958 وحوالي 12000 في عام 1991، وقد عرف هذا العدد الهائل من السكان نزوحا ريفيا خطيرا نحو مدن أخرى وخاصة باتجاه العاصمة، ومن أهم أسباب هذا النزوح نقص الوسائل والهياكل الاقتصادية وغياب مخطط تنموي محلي.

## التاريخ
ظهرت البلدية سنة 1946 ميلادية، أي في عهد الاستعمار، وكانت تضم دوار «حربيل» و «إخليجن» وقد كان تسمى «بلدية قرقور المختلطة» وقد كان يديرها رئيس يسمى آنذاك (القايد)، وبدأ الحكم فيها بعد الاستقلال مباشرة، وأول رئيس لها في عهد الاستقلال هو السيد إبراهيم حناش من قرية «إيث سومار».
المنطقة هي جزء من اتحاد بني يعلى (في القبائل: آث يعلى) الذي سمي على اسم المؤسس الذي عمّر هذه المنطقة مع عائلته، هربًا من قلعته التي تقع في بلدة المعاضيد الحالية في ولاية المسيلة.
تعتبر منطقة بني يعلى من أكثر المناطق التي ساهمت في ثورة التحرير المجيدة إذ يقدر عدد شهدائها بحوالي 608 شهيد وفي دائرة قنزات ككل هناك أكثر من 1000 شهيد وقد كانت هذه المنطقة من أول المناطق التي بدأت منها الثورة وكانت في الوقت نفسه معقلا هاما من معاقل جيش التحرير الوطني والدليل على ذلك عدد المعارك التي خاضها بالمنطقة إذ تقدر بحوالي 40 معركة أهمها معركة «الجامع بن بلوط» (جويلية 56)، «واد سوكة» (ماي 58)، «ثيلا» (جويلية 57).

### شبكة الطرق
- يمر بـ بلدية قنزات الطريق الوطني رقم 76.
- يوجد بـ بلدية قنزات شبكة من الطرق البلدية والتي تربط جميع الأماكن الحضرية، والتجمعات السكانية بـ البلدية ببعضها البعض.
- يبعد مركز ولاية سطيف مدينة سطيف عن بلدية قنزات بـ 85 كلم.

## المرافق
- مسجد “الجمعة العتيق”[6]

## معرض الصور

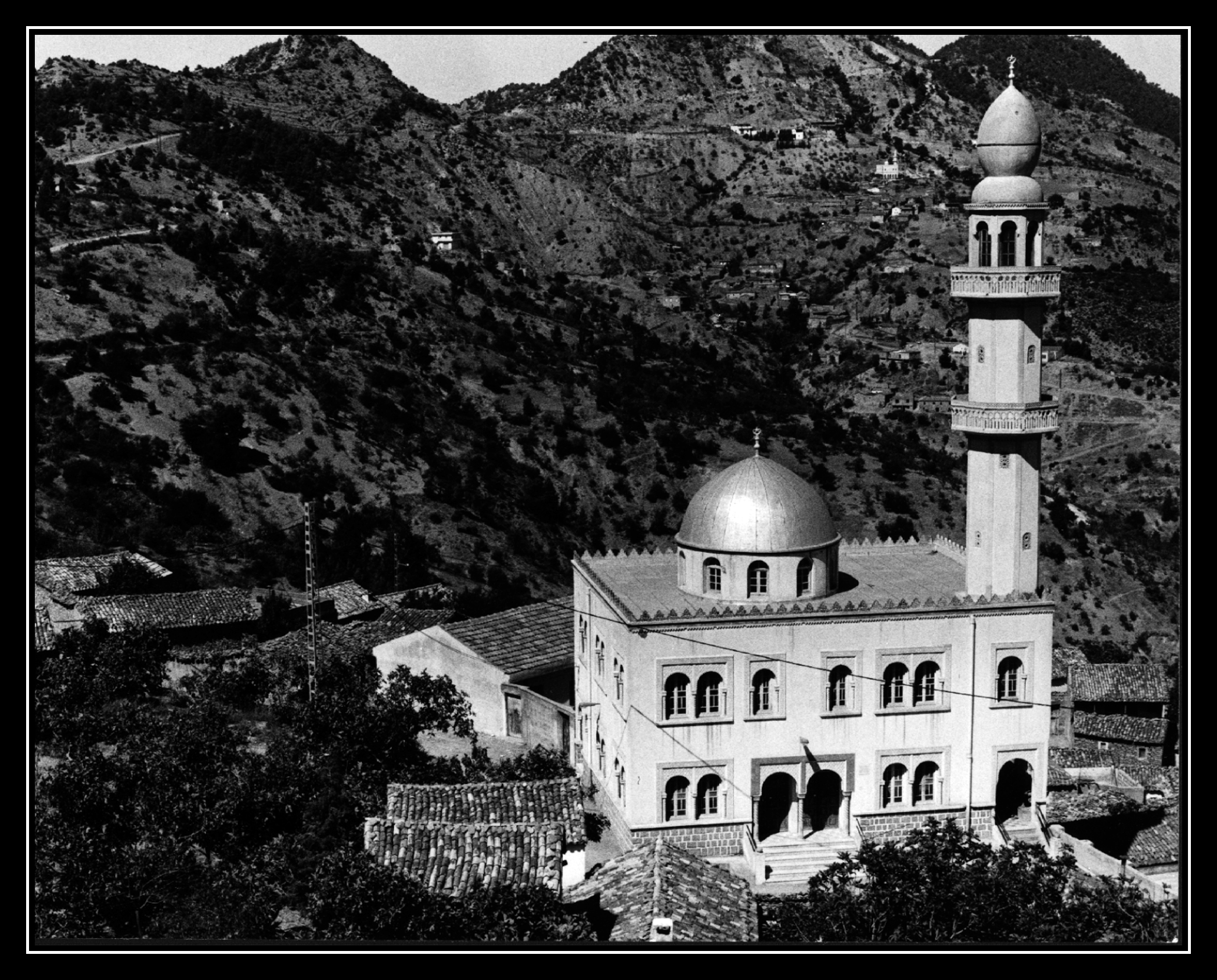
مسجد “الجمعة العتيق”
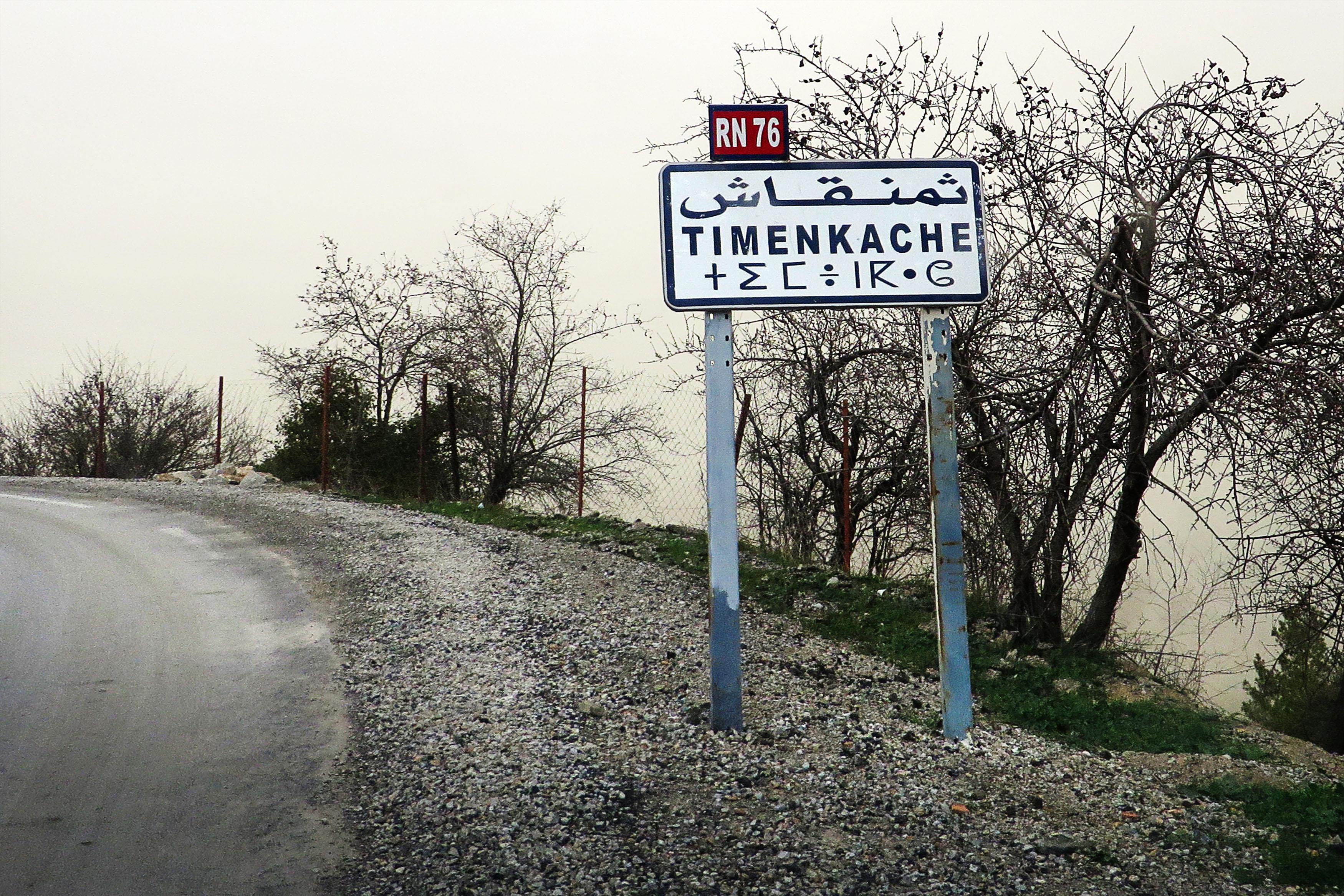
ثمنقاش
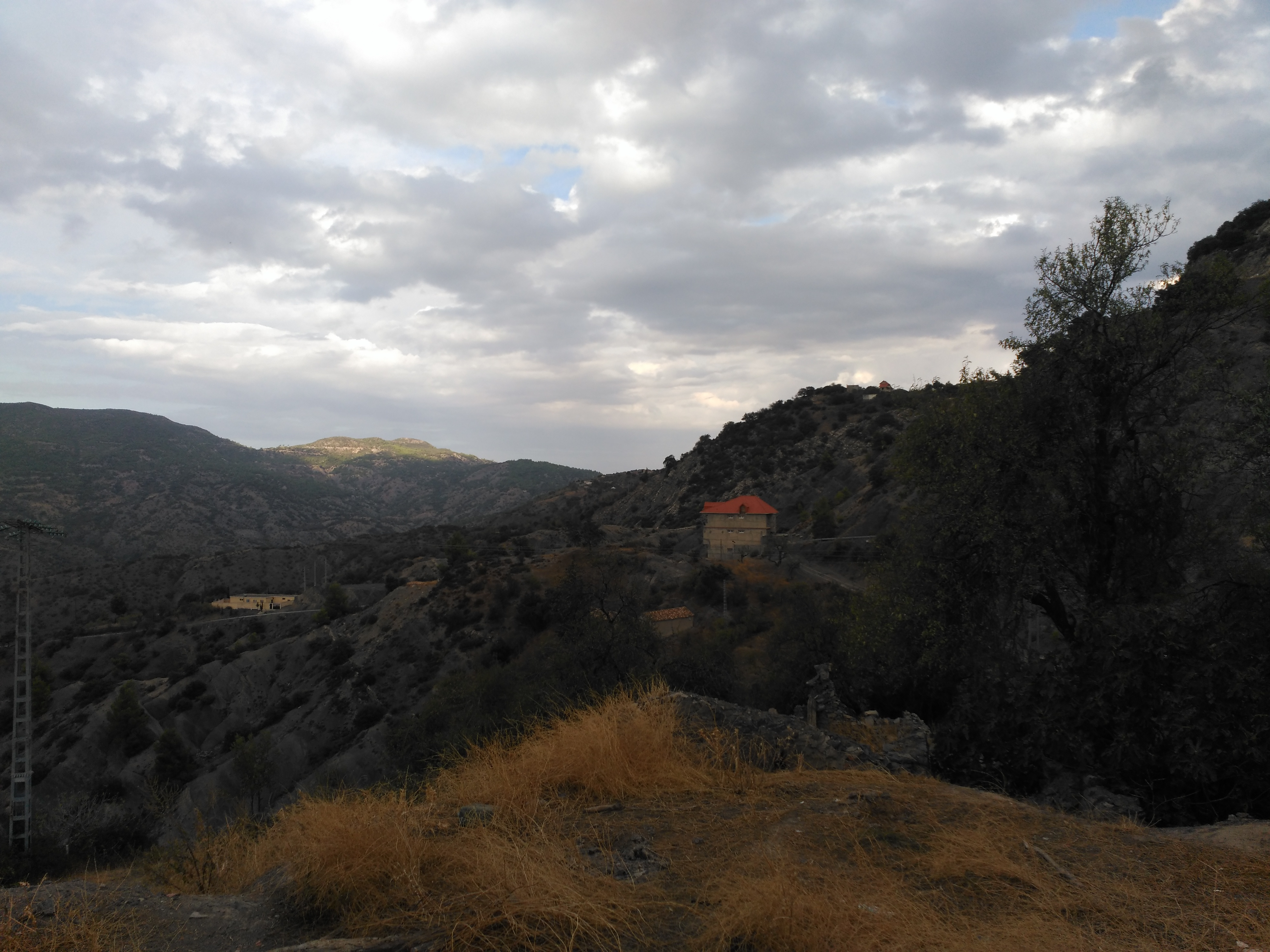
تيزي مقبر

## المناخ
* الطقس: قنزات Guenzet
تتميز بلدية قنزات بشتاء بارد وممطر، كما تعرف المنطقة هطول ثلوج كثيفة لأيام عديدة من فصل الشتاء، وبداية فصل الربيع «كالعديد من المناطق الداخلية الجزائرية»، أما فصل الصيف فهو حار نسبيا وجاف.

## شخصيات ملحوظة
- محمد الأمين مدين ويعرف باسم الجنرال توفيق ولد سنة (14 مايو 1939) في قنزات ولاية سطيف وسط الجزائر، وهو رئيس المخابرات الجزائرية منذ نوفمبر 1990 إلى غاية 13 سبتمبر 2015.[8][9][10] يُعتبر في الجزائر على أنه رجل عسكري غامض ولا يعرف عنه إلا القليل.
- مولود قايد (ويعرف أيضا باسمه الثوري سي رشيد) نقابي، رجل سياسي، ومؤرخ جزائري من مواليد 20 جانفي 1916 بقرية تيمنقاش بدائرة قنزات، ولاية سطيف.

## وصلات خارجية
- قنزات … رحلة بالأوصاف